# Ричард Симънс
Милтън Тийгъл „Ричард“ Симънс (на английски: Milton Teagle 'Richard' Simmons) е американски фитнес инструктор, актьор и видеопродуцент, известен със своята ексцентрична и буйна личност. Насърчава програмите за отслабване, най-вече чрез серията си видеа по аеробика Sweatin' to the Oldies.
Започва кариерата си като отваря фитнес салон в Бевърли Хилс, отделяйки специално внимание на отслабването. Става известен благодарение на телевизията и популярността на продуктите си. Впоследствие се превръща в чест обект на пародии и гостува често във вечерни телевизионни и радио шоута. Той продължава да рекламира здравословния начин на живот и упражненията чрез дългогодишна кариера, която по-късно разширява чрез политическа дейност.
След февруари 2014 г. Симънс ограничава публичните си изяви драстично, което поражда спекулации относно здравословното му състояние. По време на пандемията от коронавирус през 2020 г., Симънс се появява отново в своя Ютуб канал, окуражавайки хората да останат във форма вкъщи.